# Edward (Czarny Książę)

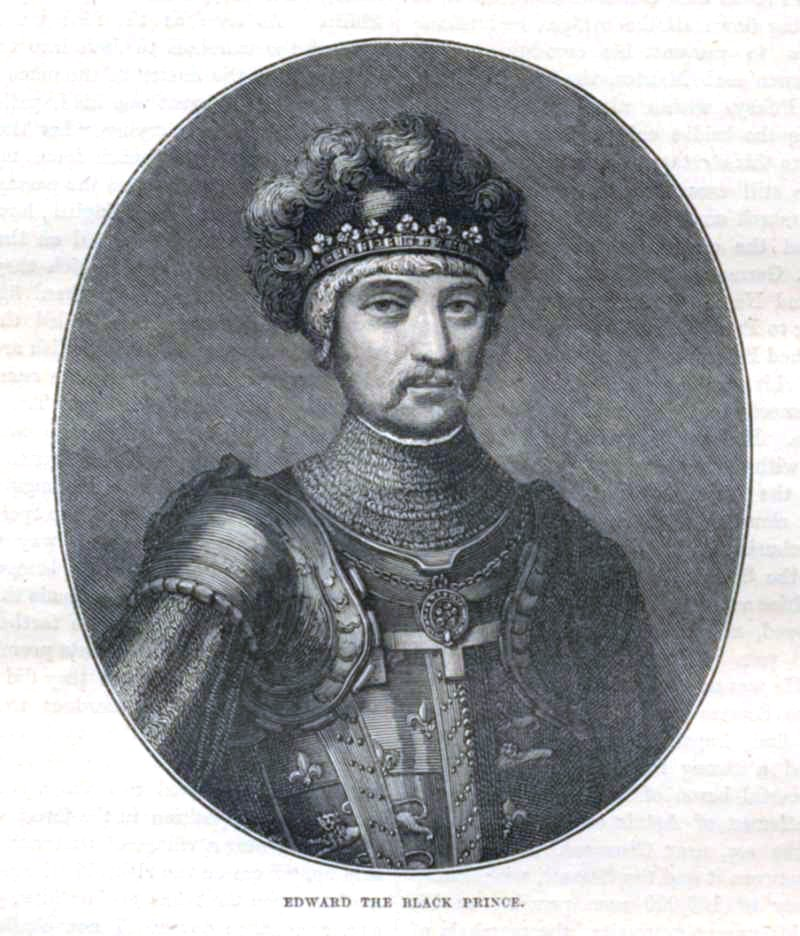
Edward, Czarny Książę

Edward Woodstock, KG (ur. 15 czerwca 1330 w Woodstock Palace, Oxfordshire, zm. 8 czerwca 1376 w Westminsterze), zwany Czarnym Księciem, książę Walii, Kawaler Orderu Podwiązki (Knight of Garter). Najstarszy syn Edwarda III Plantageneta, króla Anglii, i Filipy, córki Wilhelma I, hrabiego Hainaut. Jeden z najwybitniejszych angielskich dowódców okresu wojny stuletniej.

## Książę Walii
Książę Edward urodził się w 1330 r. i był pierwszym z trzynaściorga dzieci jakimi królowa Filipa obdarzyła Edwarda III. W 1333 r. otrzymał tytuł hrabiego Chester (Earl of Chester), w 1337 r. księcia Kornwalii (Duke of Cornwall, był to pierwszy tytuł diuka w historii Anglii), wreszcie w 1343 r. księciem Walii (Prince of Wales). Jego narodziny zmotywowały króla Edwarda do energiczniejszych działań przeciw kochankowi swej matki Izabeli, Rogerowi Mortimerowi, 1. hrabiemu Marchii, które zakończyły się uwięzieniem i straceniem wszechwładnego barona.
W czasie licznych kampanii wojennych króla, młody książę sprawował funkcję oficjalnego regenta w latach 1339, 1340 i 1342. Wcześnie też zaczął uczestniczyć w różnych działaniach dyplomatycznych, m.in. w rozmowach z papiestwem o wojnie z Francją w 1337 r.
Podobnie jak ojciec Edward miał zacięcie do wojaczki i przedkładał udział w turniejach nad naukę. Jego ulubionymi kolorami były czerwony i purpurowy. W takich barwach występował na turniejach i ubierał się na co dzień. Miał również pociąg do hazardu i wiecznie brakowało mu pieniędzy.

## Doświadczenia wojenne
Pierwszą kampanią Edwarda była wyprawa wojenna do Flandrii w 1345 r. Edward przebywał tam 3 tygodnie i nie uczestniczył w działaniach wojennych. Chrzest bojowy Edward przeszedł 26 sierpnia 1346 r. pod Crécy. Zaimponowała mu wtedy postawa Jana Luksemburskiego, króla Czech, który całkowicie ślepy ruszył do straceńczej szarży ponosząc śmierć. Według późniejszej (i nieprawdziwej) legendy, Edward w dowód uznania miał przejąć jego klejnot herbowy (trzy białe pawie pióra) i zawołanie "ich dien" ("służę"). W rzeczywistości godło to najprawdopodobniej pochodziło od rodu jego matki, hrabiów Hainaut. Po bitwie pod Crécy książę brał udział w oblężeniu Calais.

Herb Czarnego Księcia

Szczyt wojennej sławy Czarny Książę osiągnął w 1356 r. Latem zorganizował rajd z Akwitanii do centralnej Francji, aby wesprzeć oblężone angielskie garnizony. Edward dotarł aż do Tours, gdzie dowiedział się, że maszeruje przeciw niemu armia, którą dowodzi sam król Francji, Jan II Dobry. Książę zdecydował się na odwrót. Francuzi doścignęli go jednak w okolicach Poitiers. 19 września doszło do bitwy, która zakończyła się kolejną już, po Crécy, masakrą francuskiego rycerstwa i niewolą króla Jana. Edward jednak, w dowód uznania dla męstwa króla Francji, osobiście służył mu podczas uczty wydanej w wieczór po bitwie.
Zwycięstwo Edwarda wpędziło Francję w stan chaosu politycznego i umożliwiło zawarcie korzystnego dla Anglii traktatu w Bretigny. W 1361 r. Czarny Książę został uhonorowany tytułem księcia Akwitanii i został rządcą angielskich posiadłości we Francji.
Czarny Książę kontynuował taktykę swojego ojca, która główny nacisk w walce kładła na współdziałanie łuczników, piechoty i spieszonego rycerstwa. Dysponując w większości przypadków siłami daleko mniejszymi od francuskich, Edward organizował rajdy, tzw. chevauchée, podczas których niszczono i plądrowano prowincje podległe królowi Francji. Edward również prowokował wewnętrzne niepokoje u przeciwnika, jakby chciał pokazać Francuzom, że ich król jest słaby i nie da im dostatecznej ochrony. Sam przy tym nie stronił od okrucieństwa wobec ludności cywilnej, często wydając rozkaz masakry zdobywanego miasta.

## Kampania hiszpańska

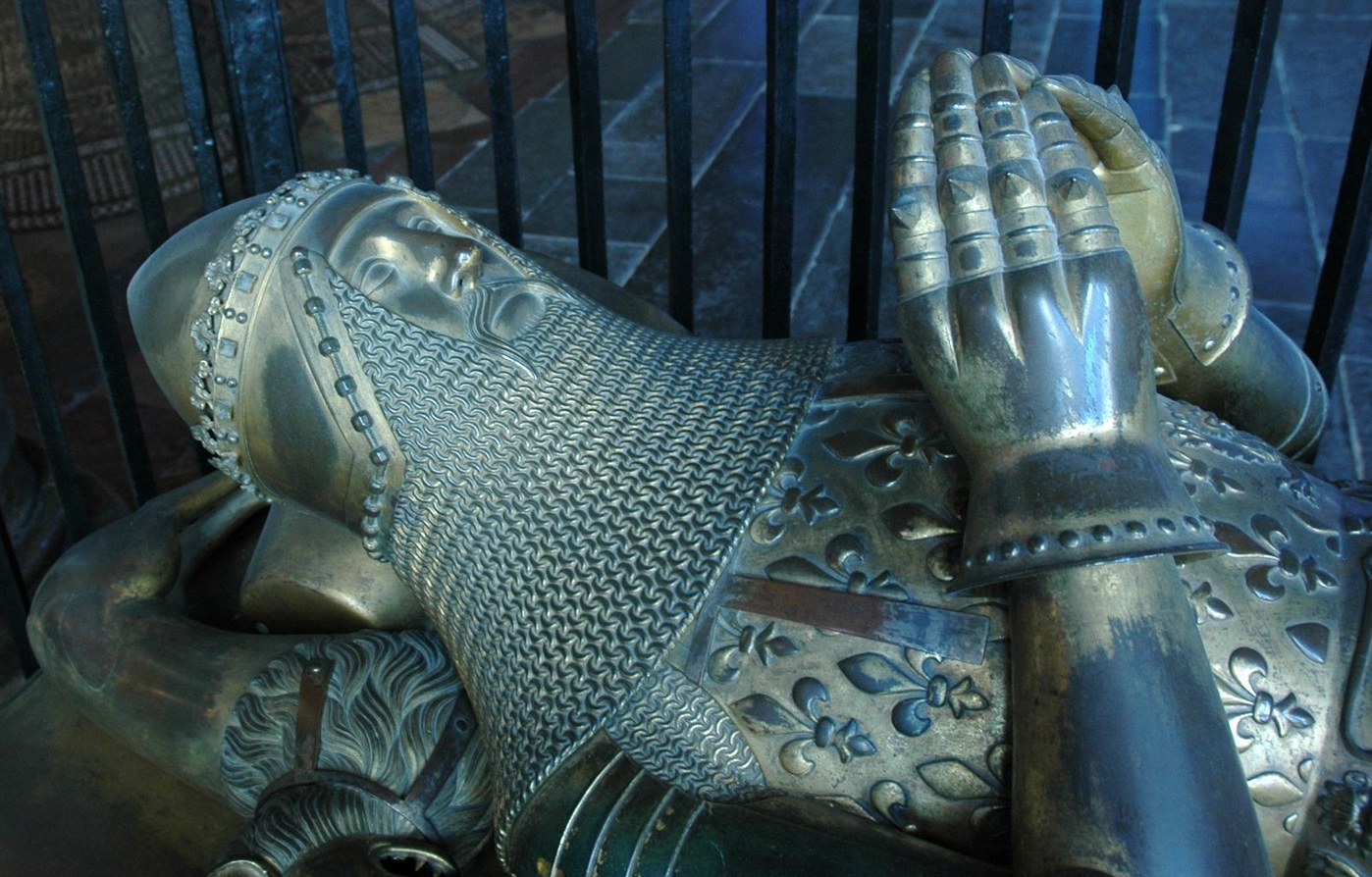
Nagrobek Czarnego Księcia w Canterbury

Edward sprawnie rządził Akwitanią i z coraz większym niepokojem obserwował wydarzania we Francji, gdzie nowy król, Karol V Mądry, syn Jana II, stopniowo zaprowadzał porządek w kraju. Konetabl Francji, Bertrand du Guesclin, miał za zadanie pozbyć się z Francji oddziałów niespłaconych najemników, tzw. Małych Kompanii. Kiedy próby zbrojnego ich rozpędzenia nie dały rezultatu, Guesclin zdecydował się je wykorzystać w interesie Francji w wojnie domowej w królestwie Kastylii.
W 1353 r. za zgodą króla Kastylii Piotra I Okrutnego zamordowana została wieloletnia kochanka jego ojca Alfonsa XI, Eleonora de Guzman. Na wieść o tym zbuntowali się dwaj synowie Eleonory i króla Alfonsa Henryk i Fadryk Trastamarowie. Zostali oni jednak rychło pokonani, ale po ich stronie opowiedział się król Aragonii Piotr IV Ceremonialny. Tzw. "wojna dwóch Piotrów" toczyła się do 1365 r. i była tylko wewnętrzną sprawą Hiszpanii. Henryk pozyskał jednak dla swojej sprawy Guesclina, który zebrał wszystkie małe kompanie najemników w jedną Wielką Kompanię i na jej czele wyruszył do Hiszpanii.
Czarny Książę nie mógł przyglądać się bezczynnie temu, jak Francuzi zdobywają potężnego sojusznika. Zdecydował się wspomóc Piotra I i wraz z armią przekroczył Pireneje. Pomoc nadeszła latem 1366 r., kiedy kompanie Guesclina od roku pustoszyły kraj unikając bitwy. Czarny Książę postanowił zmusić Francuzów do walnego starcia. Udało mu się to w kwietniu 1367 r. pod Najerą, gdzie dzięki wydatnej pomocy angielskich łuczników armia Guesclina została rozbita, zaś sam konetabl trafił (już po raz drugi w swojej karierze) do niewoli, skąd wkrótce, nie żałując pieniędzy, wykupił go król Karol.
Rządy Piotra nie trwały długo. W 1369 r. Henryk zabił króla podczas rozmów pokojowych i objął tron Kastylii do końca pozostając wiernym sojusznikiem Francji.

## Ostatnie lata
Wyprawa hiszpańska zrujnowała zarówno zdrowie (prawdopodobnie zaraził się tam amebą), jak i finanse Czarnego Księcia. Zmusiło go to do oddania w 1372 r. namiestnictwa Akwitanii i powrotu do Anglii. Pomimo choroby usiłował znaleźć dla siebie jakieś miejsce na krajowej scenie politycznej, ale choroba zmusiła go do rezygnacji zarówno z polityki jak i spraw wojennych.
Czarny Książę zmarł w niedzielę Świętej Trójcy, 8 czerwca 1376 r. w Westminsterze i został pochowany w katedrze w Canterbury. Następcą tronu został jego syn Ryszard, późniejszy Ryszard II.
Po Edwardzie pozostały w pamięci potomnych w znacznej mierze zasłużona pamięć znakomitego wodza i rycerskiego przeciwnika.

## Życie prywatne
W październiku 1361 r. Edward poślubił wdowę po Thomasie Hollandzie, 1. hrabim Kentu, słynną z piękności Joannę, zwaną pięknym dziewczęciem z Kentu (29 września 1328 – 7 sierpnia 1385), córkę Edmunda Woodstocka, 1. hrabiego Kentu, i Małgorzaty Wake, córki Johna Wake'a, 1. barona Wake of Lidell. Miał z nią dwóch synów:
- Edward, urodzony we Francji, zmarł w wieku 6 lat
- Ryszard II (6 stycznia 1367 – 14 lutego 1400), król Anglii